# Myrteta subvitrea
Myrteta subvitrea là một loài bướm đêm trong họ Geometridae.